# San Francisco Film Critics Circle Awards 2018
17. ročník předávání cen San Francisco Film Critics Circle Awards se konal dne 9. prosince 2018. Nominace byly oznámeny dne 8. prosince 2018.

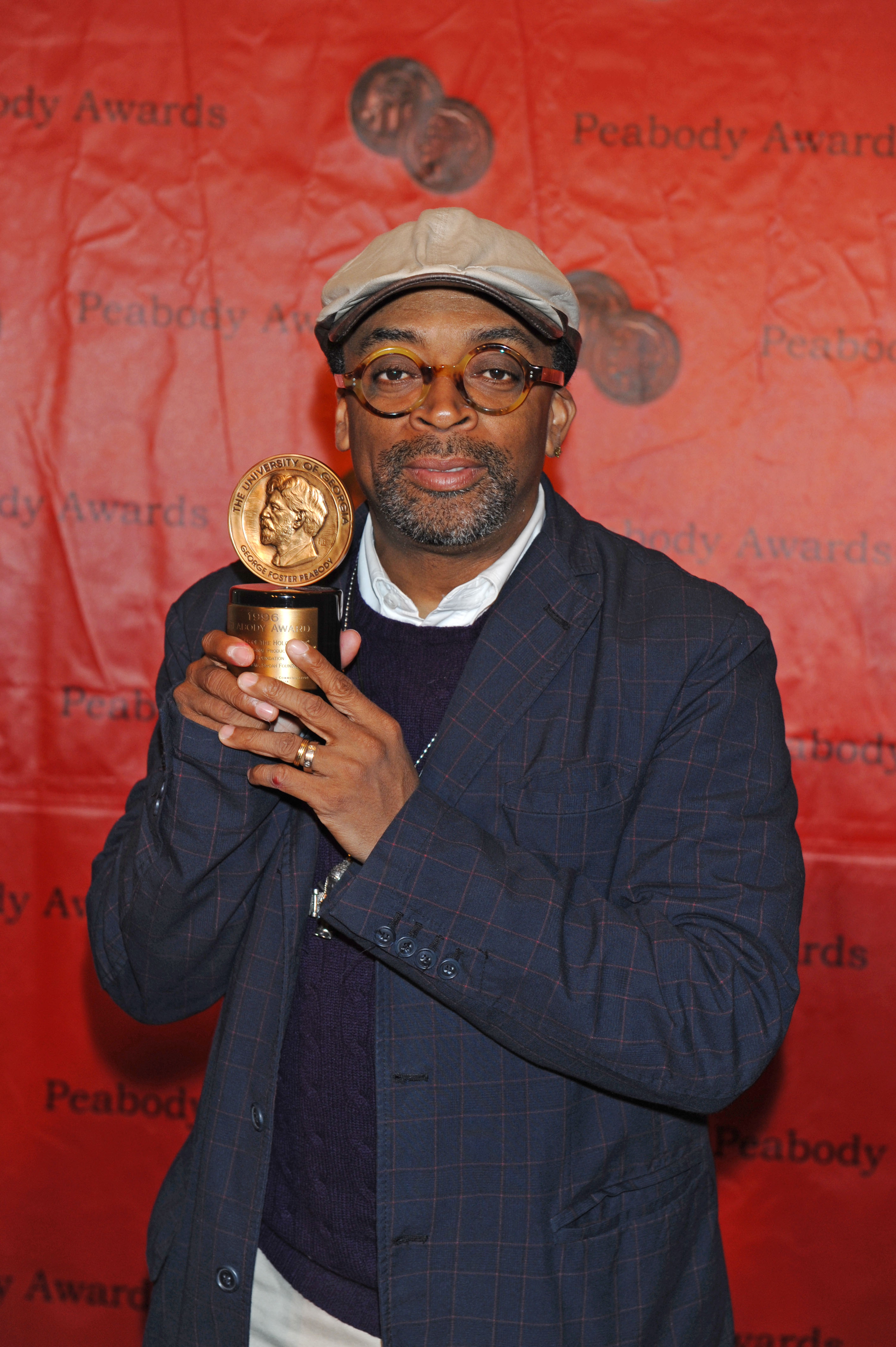
Spike Lee vítěz v kategorii nejlepší režie a nejlepší adaptovaný scénář

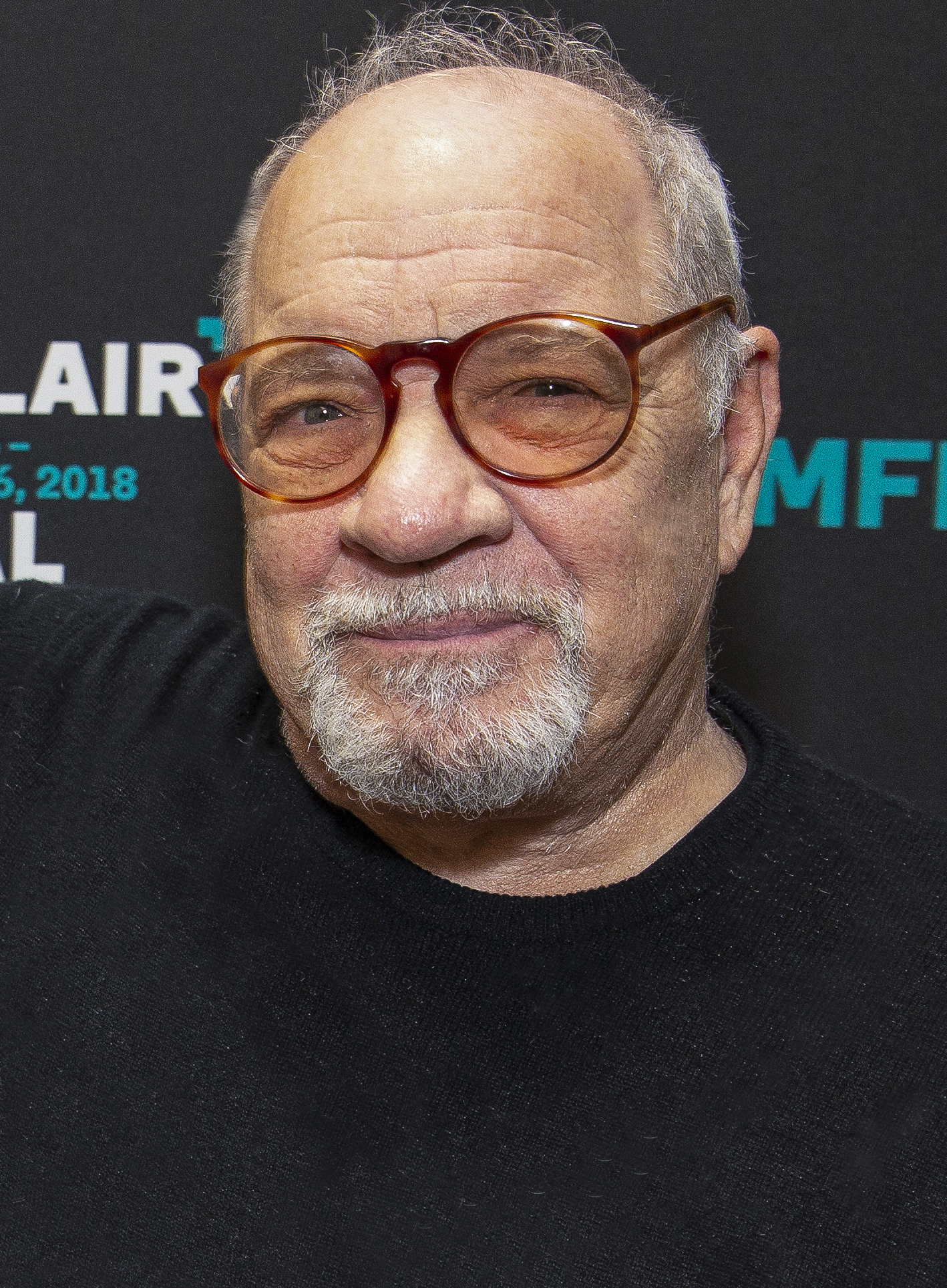
Paul Schrader, vítěz v kategorii nejlepší původní scénář

## Vítězové a nominovaní

### Nejlepší film
Roma
- BlacKkKlansman
- Favoritka
- Kdyby ulice Beale mohla mluvit
- Zoufalství a naděje

### Nejlepší režisér
Spike Lee – BlacKkKlansman
- Alfonso Cuarón – Roma
- Yorgos Lanthimos – Favoritka
- Barry Jenkins – Kdyby ulice Beale mohla mluvit
- Paul Schrader – Zoufalství a naděje

### Nejlepší adaptovaný scénář
Charlie Wachtel, David Rabinowitz, Kevin Willmott, a Spike Lee – BlacKkKlansman
- Ryan Coogler a Joe Robert Cole – Black Panther
- Debra Granik a Anne Rosellini – Beze stop
- Nicole Holofcener a Jeff Whitty – Dokážete mi kdy odpustit?
- Barry Jenkins – Kdyby ulice Beale mohla mluvit

### Nejlepší původní scénář
Paul Schrader – Zoufalství a naděje
- Bo Burnham – Osmá třída
- Alfonso Cuarón – Roma
- Deborah Davisa Tony McNamara – Favoritka
- Adam McKay – Vice

### Nejlepší herec v hlavní roli
Ethan Hawke – Zoufalství a naděje
- Christian Bale – Vice
- Willem Dafoe – U brány věčnosti
- Rami Malek – Bohemian Rhapsody
- Viggo Mortensen – Zelená kniha

### Nejlepší herečka v hlavní roli
Melissa McCarthy – Dokážete mi kdy odpustit?
- Yalitza Aparicio – Roma
- Toni Collette – Děsivé dědictví
- Olivia Colmanová – Favoritka
- Regina Hall – Holky sobě
- Lady Gaga – Zrodila se hvězda

### Nejlepší herec ve vedlejší roli
Michael B. Jordan – Black Panther
- Mahershala Ali – Zelená kniha
- Adam Driver – BlacKkKlansman
- Richard E. Grant – Dokážete mi kdy odpustit?
- Russell Hornsby – Nenávist, kterou jsi probudil

### Nejlepší herečka ve vedlejší roli
Regina Kingová – Kdyby ulice Beale mohla mluvit
- Amy Adams – Vice
- Thomasin Mckenzie – Beze stop
- Emma Stoneová – Favoritka
- Rachel Weisz – Favoritka

### Nejlepší dokument
Won't You Be My Neighbor?
- Free Solo
- Nerovná jízda
- Shirkers
- Tři blízcí neznámí

### Nejlepší cizojazyčný film
Roma
- Vzplanutí
- Studená válka
- Zloději
- Vnitřní slunce

### Nejlepší animovaný film
Spider-Man: Paralelní světy
- Úžasňákovi 2
- Psí ostrov
- Mirai no mirai
- Raubíř Ralf a internet

### Nejlepší kamera
Alfonso Cuarón – Roma
- James Laxton – Kdyby ulice Beale mohla mluvit
- Lukasz Zal – Studená válka
- Robbie Ryan – Favoritka
- Linus Sandgren – První člověk

### Nejlepší střih
Bob Murawski a Orson Welles – Odvrácená strana větru
- Tom Cross – První člověk
- Alfonso Cuarón a Adam Gough – Roma
- Yorgos Mavropsaridis – Favoritka
- Eddie Hamilton – Mission: Impossible – Fallout

### Nejlepší výprava
Hannah Beachler – Black Panther
- Eugenio Caballero – Roma
- Fiona Crombie – Favoritka
- Nathan Crowley – První člověk
- Paul Harrod a Adam Stockhausen – Psí ostrov
- Mark Friedberg – Kdyby ulice Beale mohla mluvit

### Nejlepší skladatel
Terence Blanchard – BlacKkKlansman
- Kris Bowers – Zelená kniha
- Nicholas Britell – Kdyby ulice Beale mohla mluvit
- Alexandre Desplat – Psí ostrov
- Ludwig Göransson – Black Panther
- Justin Hurwitz – První člověk

### Speciální citace
Donekonečna

### Ocenění Marlon Riggsové
Boots Riley